# Henric Piccardt

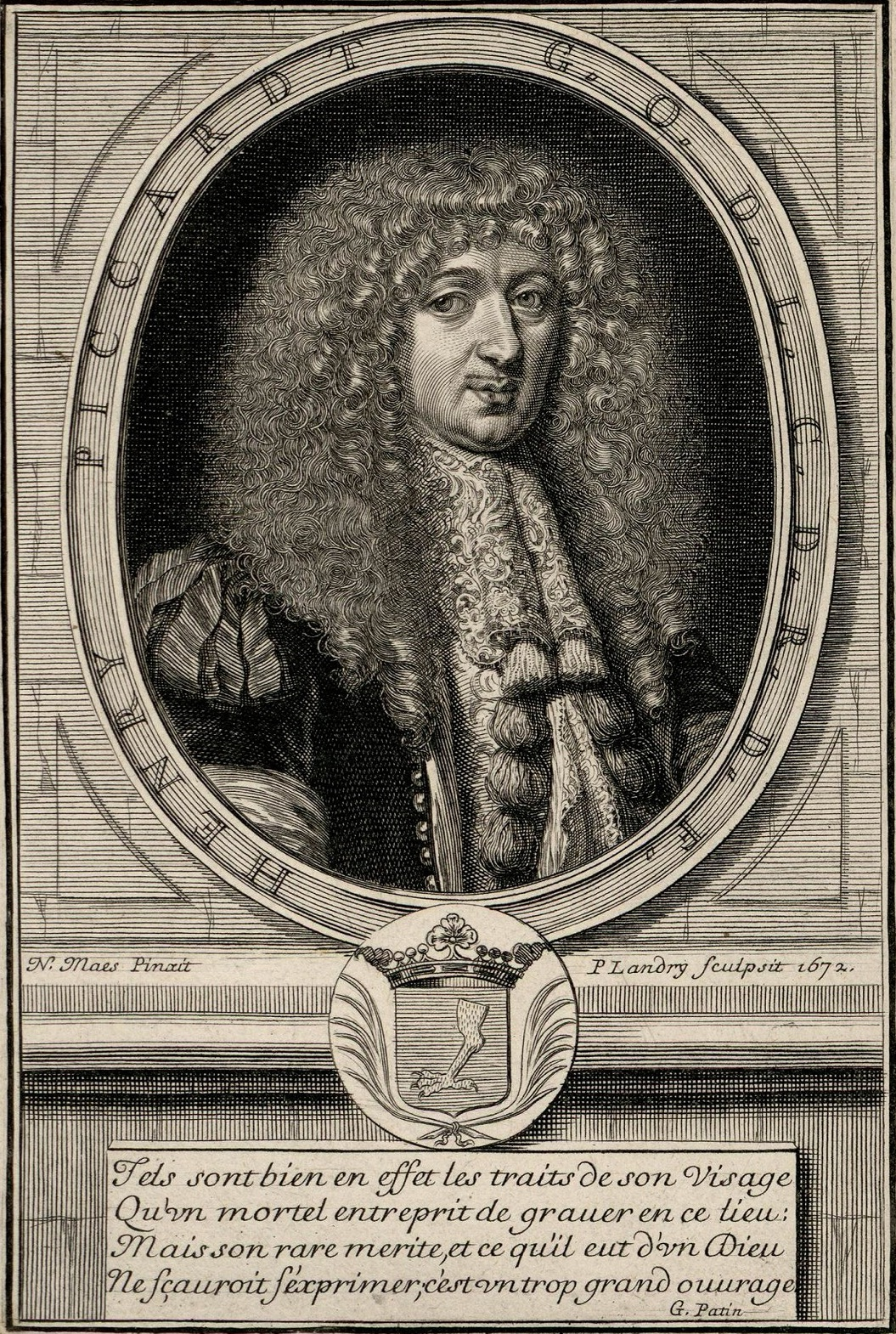
Portret van Henric Piccardt. Gravure van Pierre Landry uit 1672 naar een verloren gegaan schilderij van Nicolaes Maes. Onder het portret een kwatrijn van Gui Patin.

Henric Piccardt (Woltersum, 25 maart 1636 - Harkstede, 6 mei 1712) was een Nederlands avonturier, diplomaat, syndicus (van 'Stad en Ommelanden') en borgheer van de Fraeylemaborg, Klein Martijn en De Ruthen. Hij was tevens verantwoordelijk voor de herbouw van de kerk van Harkstede. Hij publiceerde ook Franstalige gedichten en een grafschrift in het Latijn.

## Biografie

### Jeugd
Henric Piccardt werd geboren als zoon van de Woltersumer protestante predikant Gualterus Piccardus (1602–1678) en diens eerste vrouw Harmtien Hindriks(dochter) Olinghe (ca. 1608–1641). Johan Picardt was zijn oom. Hij had een zus en twee broers. Zijn beide broers studeerden theologie, maar Henric koos ervoor om in 1653 op 17-jarige leeftijd rechten en filosofie te gaan studeren aan de Groninger Academie, en hij schreef zich in in het Album studiosorum. Al snel vertrok hij echter naar de Academie van Vriesland in Franeker, waar hij colleges volgde tussen 1657 en 1658. Hij promoveerde op een redevoering over de verbinding tussen welsprekendheid en rechtsgeleerdheid, zijn Oratio de eloquentia & conjunctione ejusdem cum jurisprudentia, gehouden op 14 december 1658.

### Aan het Franse hof
Vervolgens ging hij, klaarblijkelijk zonder toestemming van zijn vader, naar Frankrijk om te studeren aan de protestantse Universiteit van Orléans. Volgens zijn verloren gegane autobiografie zong hij en speelde hij op zijn harp om in zijn levensonderhoud te voorzien. Hij studeerde vervolgens in 1660 cum laude af aan de Universiteit van Orléans als doctor in de rechten. Daarop ging hij naar Parijs en zong en speelde daar bij de Pont Neuf. Hij had zijn ene oog bedekt met een zwart lapje en had zijn haar en zijn gezicht een andere kleur gegeven. Daar zou hij zijn ontdekt door passerende vrouwen, die gecharmeerd van hem waren en daarop bevriend met hem raakten en hem introduceerden met het hofleven in de avonden.
In hoeverre de verhalen over zijn leven aan het hof kloppen is niet meer met zekerheid vast te stellen, maar in zijn dichtbundel in de stijl van de toen modieuze 'baroque noir', Les poésies françoises dediées à Madame Suzanne de Pons, Dame de la Gastevine in 1663 uitgegeven door Jacques le Gras in Parijs wordt een aantal bekende personen aan het hof genoemd. Verder zijn veel van zijn gedichten (waaronder sonnetten en madrigalen) opgedragen aan bekende courtisanes en hof-edelen. In sommige gedichten beschreef hij festiviteiten aan het hof, zoals het grote Ballet des Arts uit 1663 (van De Benserade en Lully), waarin de hoofdrol werd gespeeld door Lodewijk de XIVe. Piccardt begaf zich vooral in kringen van adellijke hugenoten. Hij trad ook op als tutor of gouverneur voor hun zonen. Later stelde Lodewijk de XIVe hem aan als kamerheer (Gentilhomme ordinaire de la chambre du Roi de France). Als zodanig reisde hij om diplomatieke redenen regelmatig naar 's-Gravenhage. Piccardt kon het goed vinden met edelen uit de vriendenkring van veldheer Lodewijk II van Bourbon-Condé en de markies van Ruvigny Henri de Massué. Ook bezocht hij de salon van madame Constantia Caron, geboren Boudaen, de vrouw van François Caron en een goede vriendin van de familie Huygens (Constantijn sr., Constantijn jr. en Christiaan).
Piccardt zou volgens een versie van zijn levensverhaal de jaloezie van koning Lodewijk XIV hebben opgewekt door te gaan sporten met een van zijn maîtresses. Volgens een ander verhaal was de Franse koning achter zijn dubbelleven als rondzwervende clochard (dakloze) gekomen en had het daarom op hem gemunt. In elk geval leidde dit ertoe dat hij moest vluchten uit Parijs. Volgens een ander verhaal vluchtte hij al op 28-jarige leeftijd uit Parijs en werd hij daarna op 31-jarige leeftijd (in 1667) aangenomen door Lodewijk XIV als kamerheer, blijkbaar na een verzoening. Hoe het ook zij, bij zijn vlucht werd hij geholpen door leden van een Parijs' genootschap dat zou kunnen worden gezien als een voorloper van een vrijmetselaarsloge. Hij reisde eerst naar Straatsburg en vervolgens via Italië en Duitsland terug naar De Republiek. Tijdens deze tocht zou hij nog ongelukkig in de liefde met een meisje zijn gevallen, dat vervolgens met een graaf trouwde. Het gaat hier om Johanna Laurentia Lorenz von Adlershelm (1640-1680/1), een dochter van de burgemeester van Leipzig, Christian Lorenz von Adlershelm, waarmee hij kort verloofd was. Mogelijk in 1663 bezocht hij het door haar zus Christina Regina beheerde 'Naturalien-Kammer'. In 1666 droeg Johanna haar Duitse vertaling Verteutschte Stratonica (uitgegeven in Amsterdam) aan Piccardt op.

### Van gevangene tot syndicus

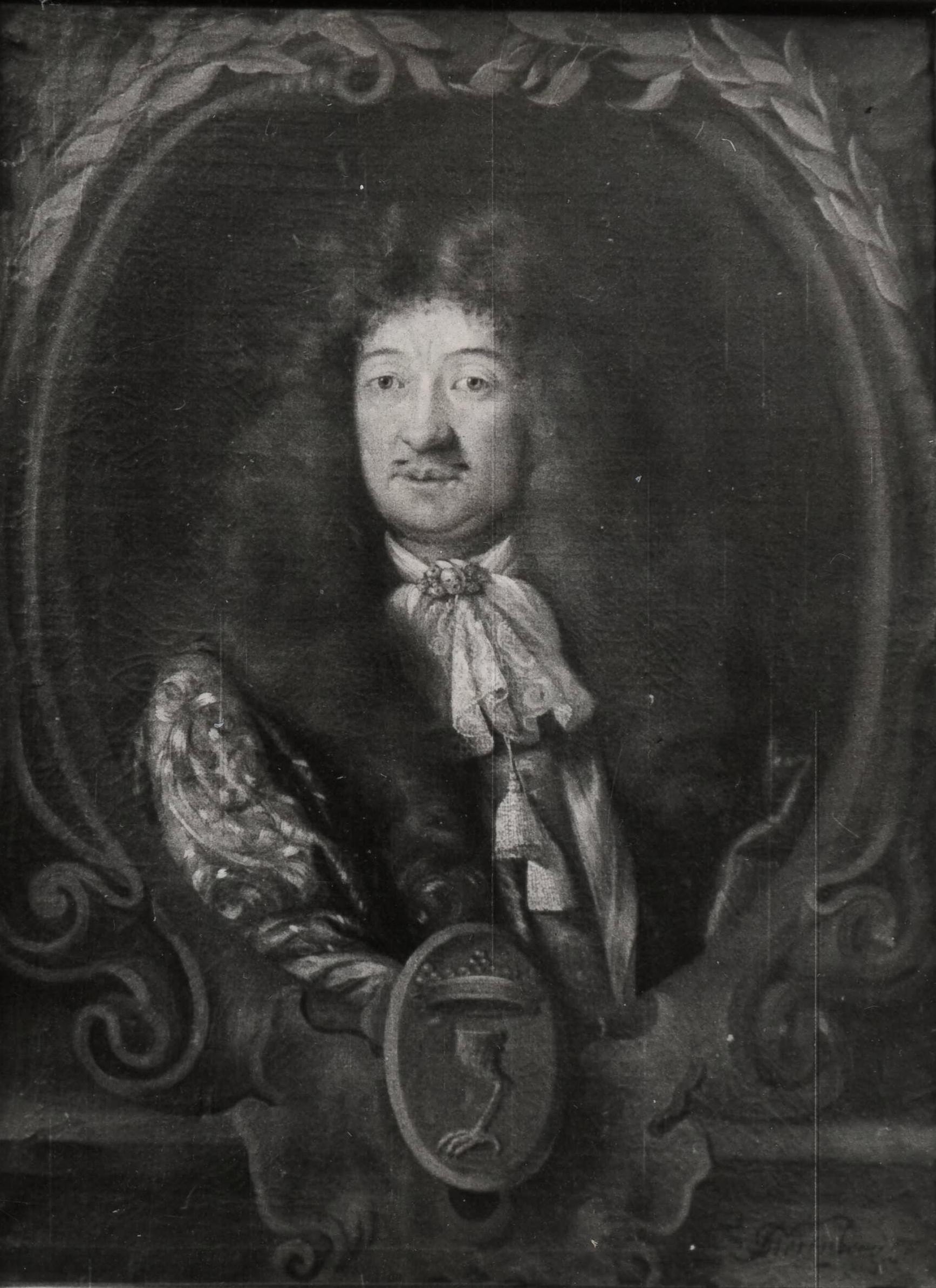
Geschilderd portret van Piccardt (Johan Starrenberg, 1675)

In 1672 verklaarde Lodewijk XIV (en daarmee ook Lodewijk II van Bourbon-Condé) de Republiek der Zeven Verenigde Nederlanden de oorlog. Piccardt wist weinig anders te doen dan terug te keren naar zijn geboorteland. Nadat bisschop Bernhard von Galen teruggedreven was naar Duitsland toog hij naar Groningen. Aldaar bleek zijn vader inmiddels benoemd te zijn tot een van de predikanten van de stad Groningen. Dit weerhield het stadsbestuur er echter niet van om Piccardt wegens vermeende Franse sympathieën op te sluiten in de Poelepoort. Er kon echter geen bewijs worden gevonden dat hij heulde met de Franse vijand. Verslagen van zijn ondervragingen zijn opgenomen in de Groninger Archieven en bieden veel informatie over zijn reizen, achtergronden, en verwikkeling van zijn amoureuze leven. Na een jaar in de cel te hebben doorgebracht werd hij uiteindelijk op 20 februari 1673 vrijgelaten na politieke druk van zijn vriend, stadhouder Willem III.
Na zijn vrijlating wist Piccardt snel op te klimmen binnen de politiek. Reeds op 9 december 1674 werd hij aangesteld als syndicus van de Ommelanden, in plaats van de overleden Gerbrandus Haeck. Als zodanig maakte hij zich sterk voor het versterken van de eenheid tussen de stad Groningen en De Ommelanden. Hiermee speelde hij een rol in de politieke consolidatie en de verdediging van het noorden van de republiek. Daarnaast was hij curator (lid van de Raad van Toezicht) van de Hoogeschool (de latere Rijksuniversiteit). In zijn positie maakte hij zich sterk voor de vrijlating van jonker Osebrandt Johan Rengers van de Fraeylemaborg door Willem III ervan op de hoogte te stellen, waarop deze opnieuw door politieke druk uiteindelijk in 1678 de invrijheidstelling van Rengers wist te bewerken. Zijn lage komaf en Franse smaak zorgden ervoor dat Piccardts pogingen om binnen de stroeve en gewichtige stedelijke regentenkringen te geraken mislukten.

### Borgheer van Klein Martijn en Fraeylema
Op 6 januari 1680 trouwde hij op 43-jarige leeftijd met de 20 jaar jongere dochter van Osebrandt; Anna Elisabeth Rengers (1657-1704). Het stel kocht op 14 April 1680 van kapitein Johan Jacob Reinkingh de borg Klein Martijn, die Piccardt sterk liet uitbreiden, zodat in 1686 (bij de Sint-Maartensvloed, toen beide echtelieden ingesloten waren door het water, gesproken werd van een 'nieuws getimmerde hoffstede'. Osebrandt overleed een paar jaar later. Piccardt was voogd van Anna's oom en borgopvolger Evert Rengers, die niet echt met geld kon omgaan en als zodanig in 1688 een schuld had van meer dan 143.000 gulden. In 1690 moest deze daarom noodgedwongen de Fraeylemaborg verkopen.
Piccardt had zelf niet het geld om de borg te kopen. Zijn goede vriend stadhouder Willem III, die inmiddels ook koning van Engeland was geworden, had waarschijnlijk belang bij een invloedrijk persoon in De Ommelanden en was mogelijk daarom bereid om Piccardt een lening van 70.000 carolusgulden te lenen om de borg te kopen. Daarmee werd hij tevens erfschepper van het Generale Zijlvest der Drie Delfzijlen en verkreeg hij meerdere collatierechten (Slochteren volledig en Schildwolde deels). Bij de koop was ook een groot aantal landerijen inbegrepen. Willem III kreeg voor de verschafte lening de Fraeylemaborg en bijbehorende gerechtigheden in onderpand en zou jaarlijks 2300 gulden rente ontvangen. Piccardt had grote plannen met de Fraeylemaborg: Hij liet de borg uitbreiden en liet -mogelijk naar inspiratie van de Franse tuin van Versailles en die van Paleis Het Loo- een Franse tuin aanleggen rond de borg. Piccardt en Anna bleven op Klein Martijn wonen en gebruikten de Fraeylemaborg als ontvangstverblijf voor gasten en als jachthuis. Volgens overlevering heeft stadhouder Willem III de borg regelmatig bezocht.

### Piccardt en de kerk van Harkstede

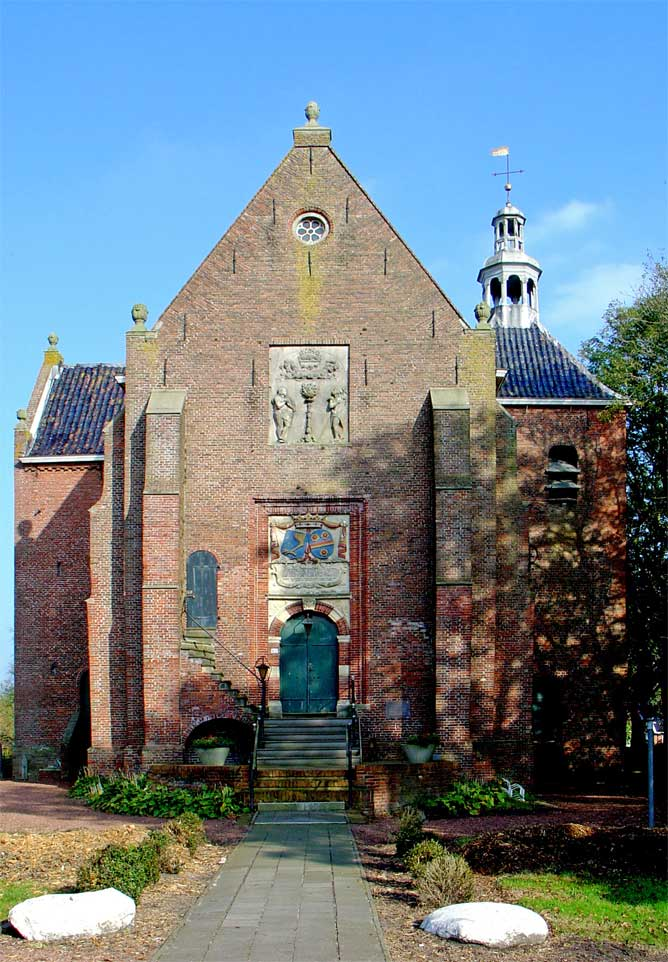
De kerk van Harkstede die Piccardt liet bouwen voor de kerkgemeente en als begraafplaats voor zijn familie.

Voordat hij de Fraeylemaborg verwierf, had Piccardt al de resterende stemmen in het collatierecht van de kerk van Harkstede gekocht van de eigenaar, de stad Groningen, zodat hij unicus collator kon worden. In 1681 poogde hij tevergeefs van het stadsbestuur gedaan te krijgen dat 'syn boven aerde staende kinderen' mochten worden begraven in de (oude) kerk van Harkstede. Of het echtpaar kinderen had en zo ja waar zij uiteindelijk werden begraven is onbekend. Het was de enige keer dat er voor zover bekend over kinderen gesproken werd. Het echtpaar bleef verder kinderloos. In 1691, dus hetzelfde jaar als de aankoop van de Fraeylemaborg, lieten Piccardt en Anna de oude kerk van Harkstede afbreken om er tussen 1692 en 1700 uit eigen middelen een nieuwe hoge kerk te laten bouwen ter meerdere glorie van God, maar niet in de laatste plaats ook ter ere van hemzelf en zijn vrouw. De kerk werd namelijk voorzien van een grote grafkelder van 22 bij 7 meter. Wellicht is het trouwens beter om te spreken over een grafkamer, want de ingang naar de kerk erboven is alleen toegankelijk via een hoge buitentrap. Boven deze grafruimte werd ook een speciaal vertrek voor hem gemaakt met toilet, waar hij zich kon terugtrekken. Daarboven werd nog een ruimte gemaakt, voor de huisvesting van zijn bibliotheek. De kerk is de enige volledig in steen overwelfde kerk van Nederland die als protestantse kerk is gebouwd. Boven de ingang van de kerk werd een zandstenen epitaaf aangebracht met de beide wapens van de Piccards. Hij liet Arp Schnitger een orgel bouwen voor in de kerk en een huisorgel voor op Klein-Martijn. Piccardt werd na zijn terugkeer in Groningen een calvinist in hart en nieren, die bevriend was met predikant Paulus Hulsius, een felle tegenstander van de ideeën van wetenschapper Johan Bernoulli. Naast collator van Harkstede was Piccardt ook redger van 'beide Harksteden' (Groot Harkstede en Klein Harkstede). Als collatoren zorgden de Piccardts ervoor dat familieleden tot predikanten in de kerken van Harkstede, Slochteren en Kolham werden benoemd.

### Laatste jaren
In 1704 stierf Piccardts vrouw Anna Rengers. Hij schreef daarover in het Latijn een gedicht bestaande uit elegisch distichons waarin hij zijn verdriet uitte. Een Nederlandse vertaling van dit gedicht van professor Jacobus de Rhoer werd postuum opgetekend in de Groningsche Volksalmanak van 1841:
Mijn Anna, wederhelft en luister van mijn leven,
Mij liever dan het oog, aan mij van God gegeven!
Zal ik met tranen en met droeviglijk geklag
Uw dood beweenen en dien droevelijken slag?

O Neen, de dood gaf u het leven; -mij alleen
Treft dit verlies, 't welk ik tot de kuil beween.
Vaar dan voor eeuwig wel, mijn hart en tweede ziel,
Mijn oog en lust, waarop mijn zorge viel.
Het graf beware uw lijk,
't Zal mij tot rust verstrekken,
Wanneer een zelve steen ons beider asch mag dekken.
Na de dood van zijn vrouw benoemde hij op haar wens de oudste kleinzoon van zijn (volle) broer Johan Piccardt, eveneens Johan Piccardt geheten, tot zijn erfgenaam. Dit om het volledige familiebezit in één hand te houden. De toekomst van Klein-Martijn en toebehoren werd testamentair aldus fideï-commis tot in de verre toekomst geregeld. Dit gold niet voor de Fraeylemaborg en De Ruthen, waarover zijn nazaten later nog lange processen voerden.
In 1706 blijkt Piccardt ook de Slochter borg De Ruthen (ook Ruten, Ruiten) te bezitten, die hij had geërfd van zijn zwager. In 1712 stierf hij en werd naast zijn vrouw bijgezet in de grafkelder van de kerk van Harkstede. Hun rouwborden werden in de kerk van Slochteren gehangen.
De graven van Henric en Anna zijn later blijkbaar verplaatst naar een kleinere grafruimte onder Piccardts werkkamer. Tussen beide graven ligt het kindergraf van Johans nazaat Johanna Hendrika Piccardt (1781-ca. 1786). In de grote grafkelder lagen nog meer familiegraven van de Piccardts, maar deze werden bij de restauratie van 1932-33 geruimd in verband met ernstig verval. Volgens grafdelver H.P. Kooi (actief tussen 1964 en 1978) stonden er vermoedelijk 5 kisten en zijn de resten van 3 kisten in 1 kist gedaan.

## Portretten
Er zijn drie portretten bekend van Henric Piccardt:
- 1672: gravure door Pierre Landry (1630–1701) naar een verloren gegaan portret van Nicolaes Maes (1634–1693), een leerling van Rembrandt. Onder het portret is een kwatrijn aangebracht door Gui Patin.
- 1675: schilderij door Johan Starrenberg (ca. 1650 - na 1691).
- 1690: schilderij door Herman Collenius (1650–1723).

## Werken
- Oratio de eloquentia & conjunctione ejusdem cum jurisprudentia, Franeker: Johannes Arcerius, 1659.
- Les poésies françoises dediées à Madame Suzanne de Pons, Dame de la Gastevine, Parijs: Jacques le Gras, 1663
- Manifest ou Defense des Droits Des Seigneurs des Ommelandes, d’entre L’Ems & Lawerts. Contre les Seigneurs de la Ville de Groningue, Den Haag, 1677
- "Remonstratie van de Heeren van de Ommelanden", 11 februari 1677, in: Sommair verhael ofte recueil van vragen en antwoorden, voorgevallen in de examinibus met jr. Osebrandt Jan Rengers van Slochteren, Amsterdam, 1677
- Verschillende bijdragen in Copulaten van remonstrantien, memorien, acten, resolutien, missiven, protesten, en andere stucken, gedient hebbende het different onlangs voorgevallen tusschenbeyde leden van stadt Groningen ende Ommelanden, Groningen, 1677.
- Enige brieven van Piccardt uit 1672/1673 werden in 1944 gepubliceerd door Tonckens (zie literatuur)
- Het oorspronkelijke Latijnse gedicht naar aanleiding van de dood van zijn vrouw staat in: T.P. Tresling, "Henrik Piccardt", in: Groninger Volks-Almanak 1840, pp. 1–12.
- Een reeks gelegenheidsgedichten in het Latijn bij de uitgaven van werken van bevriende geleerden.